# Castianeira fusconigra
Castianeira fusconigra là một loài nhện trong họ Corinnidae.
Loài này thuộc chi Castianeira. Castianeira fusconigra được Lucien Berland miêu tả năm 1922.